# 문학대
문학대(文學臺)는 대한민국 전북특별자치도 전주시 완산구에 있는 건축물이다. 1976년 4월 2일 전라북도의 기념물 제24호로 지정되었다.

## 개요
이 집은 고려말의 큰 학자인 이문정(李文挺)이 고향에 내려와 노년을 보낸 곳이다. 공민왕 6년(1357)에 건립했으며, 임진왜란(1592) 때 불 타 없어진 것을 순조 24년(1824)에 후손들이 다시 세운 것으로, 중앙에 방을 두고 사방에 마루를 깐 정자이다. 벼슬을 그만 두고 내려온 이문정은 이곳에서 성리학을 가르치며 많은 제자와 인재를 양성하는 한편, 상소를 통해 잘못된 나라의 정책을 바로잡는 데도 많은 공을 세웠다. 그후 이문정의 학문과 공적을 기리기 위해 황강서원(黃岡書院)에 그의 위패를 모셔두고 제사 지내고 있다.

## 같이 보기
- 전주 황강서원 (전라북도 문화재자료 제12호)

## 참고 자료
- 문학대 - 국가유산청 국가유산포털